# 3784 Chopin
För andra betydelser, se Chopin (olika betydelser).
3784 Chopin eller 1986 UL1 är en asteroid i huvudbältet som upptäcktes den 31 oktober 1986 av den belgiske astronomen Eric W. Elst vid Haute-Provence-observatoriet. Den är uppkallad efter den polske kompositören Frédéric Chopin.
Asteroiden har en diameter på ungefär 29 kilometer.